# Ястребов, Илья Иванович (военачальник)
Илья Иванович Ястребов (18 (30) июля 1899 года, дер. Прудники, Витебский уезд, Витебская губерния — 15 июня 1979 года, Москва) — советский военный деятель, генерал-майор (25 сентября 1943 года).

## Начальная биография
Илья Иванович Ястребов родился 18 (30) июля 1899 года в деревне Прудники ныне Витебского района Витебской области Белоруссии.

## Военная служба

### Гражданская война
В 1919 году вступил в ряды РКП(б). 25 мая того же года призван в ряды РККА и направлен на учёбу на Витебские советские пехотные курсы комсостава, курсантом которых в период с 25 августа по 7 ноября в ходе советско-польской войны принимал участие в боевых действиях в районе городов Старый Быхов и Бобруйск. В ноябре курсы были передислоцированы на Туркестанский фронт с целью подавления восстания в Бухаре. 29 января 1920 года И. И. Ястребов окончил курсы, дислоцировавшиеся в Оренбурге, и назначен на должность командира роты в составе 5-го Туркестанского стрелкового полка (2-я Туркестанская бригада), дислоцированного в крепости Кушка, после чего принимал участие в боевых действиях против басмачества на территории Бухары.
В начале сентября 1920 года направлен в распоряжение Западного фронта, где назначен на должность начальника комендантской команды штаба войск Витебского района.

### Межвоенное время
В декабре 1921 года назначен на должность помощника командира роты в составе 44-го стрелкового полка (5-я стрелковая дивизия). 7 октября 1922 года направлен на учёбу на повторные курсы среднего комсостава Западного военного округа в Смоленске, после окончания которых 25 апреля 1923 года вернулся в 44-й стрелковый полк, в составе которого служил командиром взвода и помощником командира роты, а в октябре 1924 года переведён командиром роты в 15-й стрелковый полк в составе 5-й стрелковой дивизии. В октябре 1925 года направлен на учёбу на повторное отделение при Западной пехотной школе в Смоленске, после окончания которого в августе 1926 года вернулся на прежнюю должность.
В ноябре 1926 года назначен на должность командира роты в составе 22-го стрелкового полка (8-я стрелковая дивизия, Белорусский военный округ), дислоцированного в Бобруйске, с мая 1929 года исполнял должность командира батальона, а в мае 1931 года назначен на должность командира батальона в 85-м стрелковом полку (29-я стрелковая дивизия).
С июня 1932 года служил командиром 39-го отдельного стрелкового батальона местных войск Белорусского военного округа, в июне 1934 года — помощником командира по материальному обеспечению 190-го стрелкового полка (64-я стрелковая дивизия), с января 1935 года — помощником командира полка по строевой части того же полка, а с мая 1936 года — помощником командира полка по строевой части 191-го стрелкового полка (64-я стрелковая дивизия), дислоцированного в Рославле. В период с 25 апреля 1937 по 5 июля 1938 года исполнял должность командира 191-го стрелкового полка.
3 июля 1938 года И. И. Ястребов исключён из членов ВКП(б) «за скрытие кулацкого происхождения, контрреволюционную деятельность родственников и потерю бдительности к врагу Мухину» и 5 июля арестован органами НКВД, после чего находился под следствием в Смоленской тюрьме. 8 апреля 1939 года Илья Иванович Ястребов освобождён из-под ареста за отсутствием состава преступления и восстановлен в кадрах РККА, а 14 июня  — в членах ВКП(б). В августе того же года назначен на должность преподавателя тактики на Новгородских курсах усовершенствования командного состава запаса, а в январе 1941 года — на должность командира 147-го стрелкового полка (43-я стрелковая дивизия, 23-я армия, Ленинградский военный округ).

### Великая Отечественная война
В начале войны 147-й стрелковый полк под командованием И. И. Ястребова находился на советско-финляндской (два батальона непосредственно на границе, а штаб и один батальон — в Юустила). После начала наступления финляндских войск полк отступал, находясь в арьергарде дивизии и вскоре занял оборонительный рубеж в 30—40 километрах от Ленинграда в районе Лемболовского озера. В начале ноября 1941 года полк в составе дивизии был передан в состав 55-й армии, в составе которой вёл тяжёлые боевые действия в районе Колпино с целью овладения железнодорожным и шоссейными мостами через реку Тосну. 13 ноября подполковник И. И. Ястребов повёл автоматную роту в атаку на шоссейный мост и был тяжело ранен в обе ноги, после чего лечился в ленинградском госпитале.
7 мая 1942 года назначен на должность командира 72-й стрелковой дивизии, которая в августе того же года вела наступательные боевые действия в районе Старо-Панова, а в феврале 1943 года принимала участив в Красноборской операции. С января 1944 года 72-я стрелковая дивизия под командованием И. И. Ястребова участвовала в Ленинградско-Новгородской, Красносельско-Ропшинской и Новгородско-Лужской наступательных операциях и затем в боевых действиях вдоль шоссе Луга — Псков, затем — в районе Вайвара — Кирик, а с 24 апреля — в районе Токсово.
В июне 1944 года в ходе Выборгской наступательных операции дивизия под командованием И. И. Ястребова, действуя на Карельском перешейке, участвовала в прорыве обороны противника на линии VT и при отражении контрудара противника в районе Куутерселькя. После боёв на Карельском перешейке дивизия передислоцирована на нарвское направление, где включена в состав 2-й ударной армии, после чего принимала участие в ходе Нарвской и Таллинской наступательных операций. В декабре дивизия передана в состав 21-й армии (1-й Украинский фронт), после чего участвовала в Висло-Одерской, Сандомирско-Силезской, Верхне-Силезской, Нижне-Силезской и Пражской наступательных операциях.

### Послевоенная карьера
В июне 1945 года 72-я стрелковая дивизия была расформирована, а генерал-майор И. И. Ястребов зачислен в состав сводного офицерского полка 21-й армии и вскоре назначен на должность заместителя командира 25-го гвардейского стрелкового корпуса, а в октябре того же года — на должность заместителя командира 27-го гвардейского стрелкового корпуса (Центральная группа войск).
В марте 1946 года направлен на учёбу на Высшие академические курсы при Высшей военной академии имени К. Е. Ворошилова, которые окончил в январе 1947 года и в апреле того же года назначен заместителем командира 19-го стрелкового корпуса (Закавказский военный округ), в феврале 1949 года — заместителем командира 6-го стрелкового корпуса (Северо-Кавказский военный округ).
В ноябре 1950 года направлен в Группу советских войск в Германии, где назначен на должность заместителя командира 79-го стрелкового корпуса, а в июне 1951 года — на должность помощника командующего 1-й гвардейской механизированной армией этой группы войск.
Генерал-майор Илья Иванович Ястребов 22 января 1955 года вышел в запас. Умер 15 июня 1979 года в Москве. Похоронен на Большевском кладбище Королёва (Московская область).

## Награды
- Орден Ленина (21.02.1945);
- Пять орденов Красного Знамени (26.05.1943, 17.02.1944, 03.11.1944, 09.06.1945, 15.11.1950);
- Орден Суворова 2 степени (22.06.1944);
- Орден Отечественной войны 1 степени (01.10.1944);
- Орден Красной Звезды (03.12.1941);
- Медали.